# Muscle prévertébral
Les muscles prévertébraux sont les muscles situés entre le lame prévertébrale du fascia cervical et la colonne vertébrale, c'est-à-dire :
- le muscle long de la tête,
- le muscle long du cou,
- le muscle droit antérieur de la tête,
- le muscle droit latéral de la tête.